# Marc Millecamps
Marc Millecamps (ur. 9 października 1950 w Waregem) – piłkarz belgijski grający na pozycji pomocnika. Jest bratem Luca Millecampsa, także reprezentanta Belgii i zawodnika KSV Waregem.

## Kariera klubowa
Przez całą karierę piłkarską Millecamps występował w zespole KSV Waregem. Grał tam wraz z bratem Lukiem. W sezonie 1968/1969 zadebiutował w jego barwach w pierwszej lidze belgijskiej. W 1972 roku spadł z Waregem do drugiej ligi, ale wrócił do niej po roku. W 1974 roku wystąpił w wygranym 4:1 finale Pucharu Belgii z KSK Tongeren. Z kolei w 1982 roku przegrał z Waregem finał pucharu z Waterschei Thor Genk (0:2). Latem tamtego roku zdobył Superpuchar Belgii. Karierę piłkarską zakończył w 1988 roku w wieku 38 lat.

## Kariera reprezentacyjna
W reprezentacji Belgii Millecamps zadebiutował 27 lutego 1980 roku w wygranym 5:0 towarzyskim spotkaniu z Luksemburgiem. W 1980 roku został powołany do kadry Belgii na Euro 80, na którym był rezerwowym i nie rozegrał żadnego spotkania. Na Euro 80 wywalczył wicemistrzostwo Europy. W 1982 roku był w kadrze Belgii na mistrzostwa świata w Hiszpanii, ale rozegrał tam tylko jeden mecz, przegrany 0:1 ze Związkiem Radzieckim. Od 1980 do 1982 roku rozegrał w reprezentacji narodowej 6 meczów.
| Mecze i gole w reprezentacji | Mecze i gole w reprezentacji | Mecze i gole w reprezentacji | Mecze i gole w reprezentacji | Mecze i gole w reprezentacji | Mecze i gole w reprezentacji | Mecze i gole w reprezentacji |
| #                            | Data                         | Stadion                      | Rywal                        | Wynik                        | Gol                          | Rozgrywki                    |
| 1980                         | 1980                         | 1980                         | 1980                         | 1980                         | 1980                         | 1980                         |
| ---------------------------- | ---------------------------- | ---------------------------- | ---------------------------- | ---------------------------- | ---------------------------- | ---------------------------- |
| 1.                           | 27.02.1980                   | Bruksela, Belgia             | Luksemburg                   | 5:0                          | 0                            | towarzyski                   |
| 1981                         |                              |                              |                              |                              |                              |                              |
| 2.                           | 09.09.1981                   | Bruksela, Belgia             | Francja                      | 2:0                          | 0                            | el. MŚ 1982                  |
| 3.                           | 14.10.1981                   | Rotterdam, Holandia          | Holandia                     | 0:2                          | 0                            | el. MŚ 1982                  |
| 4.                           | 16.12.1981                   | Walencja, Hiszpania          | Hiszpania                    | 0:2                          | 0                            | towarzyski                   |
| 1982                         |                              |                              |                              |                              |                              |                              |
| 5.                           | 24.03.1982                   | Bruksela, Belgia             | Rumunia                      | 4:1                          | 0                            | towarzyski                   |
| 6.                           | 01.07.1982                   | Barcelona, Hiszpania         | ZSRR                         | 0:1                          | 0                            | MŚ 1982                      |